# Crispin de Pavie
Crispin (mort vers 466) est un évêque de Pavie (Italie). C'est un saint chrétien fêté le 7 janvier.

## Biographie
Crispin est devenu évêque de Pavie en Italie vers 446. Il décède en 466. Un de ses successeurs, Ennode de Pavie, le cite dans une biographie (Vie de saint Épiphane de Pavie), disant que c'est lui, Crispin, qui a remarqué le jeune Épiphane de Pavie, qui l'a ordonné diacre, et qui a finalement conseillé de prendre Épiphane comme successeur sur son siège épiscopal,,. Crispin est enterré dans l'église Sainte Marie Majeure qu'il avait lui-même fait construire.
Il ne faut pas confondre ce Crispin avec un autre évêque de Pavie, lui aussi nommé Crispin, au VIe siècle, qui serait mort en octobre 541, parfois nommé « Crispin II »,
Considéré comme saint chrétien, il est fêté le 7 janvier. Mais la présence d'un autre évêque Crispin, moins d'un siècle plus tard, sur le même poste d'évêque, fait que de certains ouvrages ne précisent pas à quel « Crispin » ils font référence (ou lequel des deux saints est fêté).